# Aloísio de Liechtenstein (1869–1955)
Aloísio Maria Adolfo (Hollenegg, 17 de junho de 1869 — Vaduz, 16 de março de 1955) foi um príncipe de Liechtenstein.

## Biografia
Aloísio era filho do príncipe Alfredo de Liechtenstein (1842-1907), um neto de João I José, e de sua esposa, a princesa Henriqueta de Liechtenstein (1843-1931), uma filha de Aloísio II. Seu tio materno foi o príncipe Francisco I.

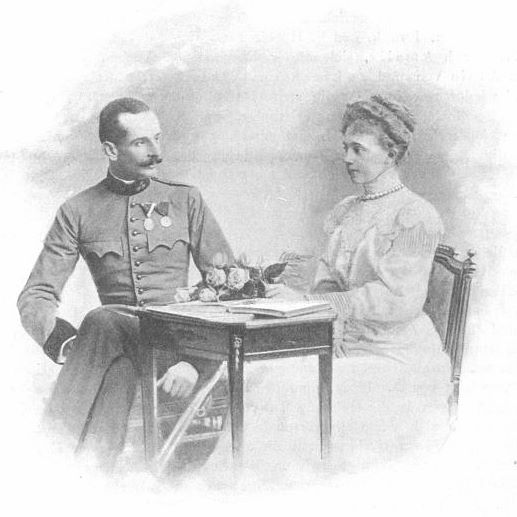
Aloísio de Liechtenstein e sua esposa Isabel Amália
De Sport & Salon, Viena, 25 de abril 1903)

No dia 20 de abril de 1903, em Viena, ele desposou a arquiduquesa Isabel Amália da Áustria, a segunda filha do arquiduque Carlos Luís e de sua terceira esposa, D. Maria Teresa de Bragança. Isabel Amália era, portanto, neta do deposto rei Miguel I de Portugal.
Em 23 de fevereiro de 1923, ele renunciou aos seus direitos de sucessão em favor de seu filho mais velho, o futuro Francisco José II.